# Kasteel van Nokere

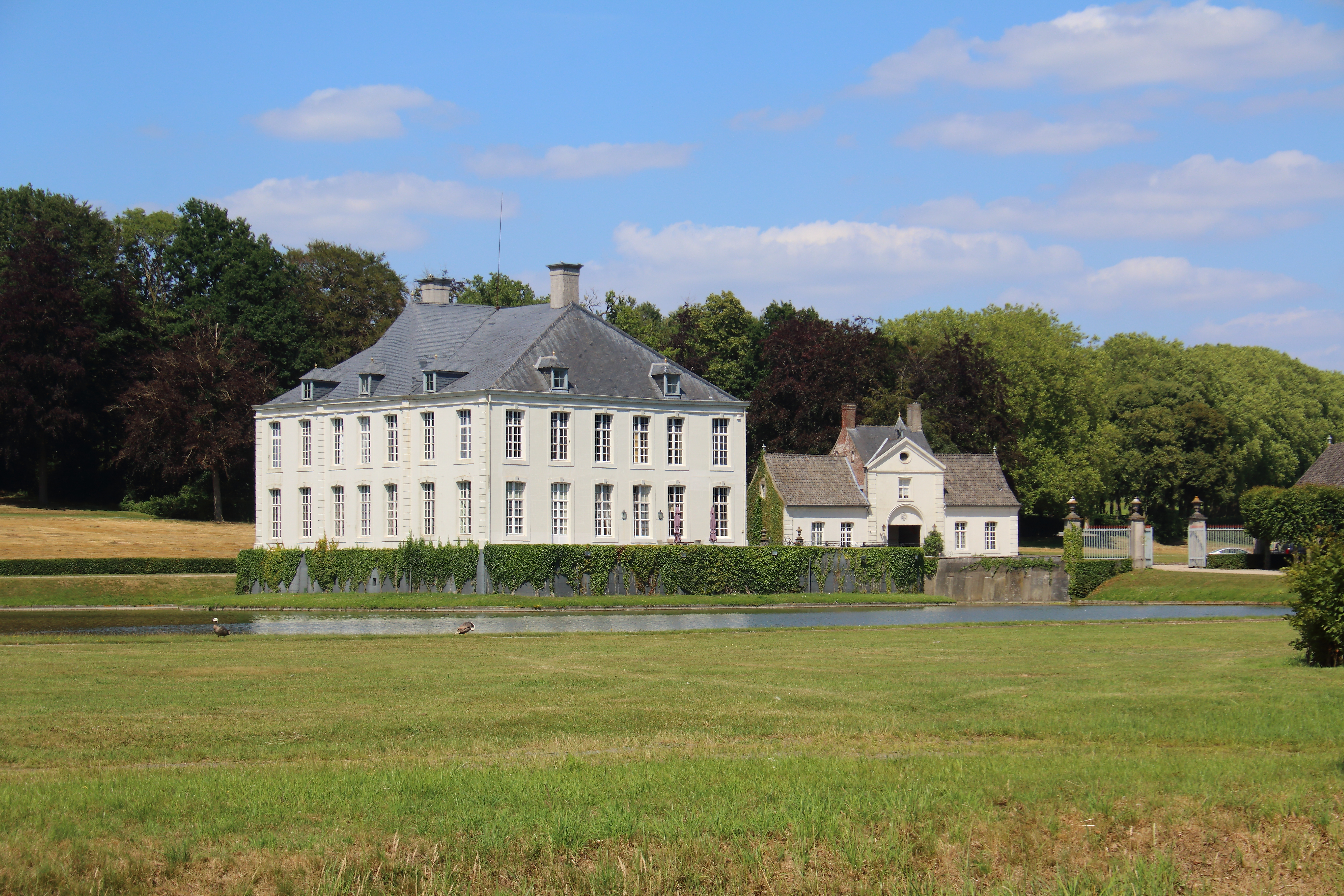
Kasteel Casier

Het kasteel van Nokere ofwel Kasteel Casier, genoemd naar de eigenaren uit het geslacht Casier, ligt in de Kasteeldreef in het dorpje Nokere, deelgemeente van Kruisem.

## Geschiedenis
Het kasteel dateert van voor de 16de eeuw en is in 1596 afgebrand. Het werd herbouwd door Mathieu-Xavier de Ghellinck, die in 1727 de heerlijkheid Nokere had aangekocht. Van 1773 tot 1783 werden de twee zijvleugels opgetrokken en kreeg het kasteel zijn huidig classicistisch uitzicht. Vlakbij staan enkele dienstgebouwen waaronder een 17de-eeuws poortgebouw met grafsteen van Jacob van Gavere en een koetshuis met een assortiment koetsen uit de 18de en 19de eeuw.

## Eigenaren
Dit is een lijst met eigenaren van het Kasteel van Nokere, chronologisch geordend.
1. van Gavere de Schorisse
2. Claerhout
3. Croÿ
4. d’Ollehain
5. van Vichte
6. Gras
7. de Ghellinck
8. Casier

## Afbeeldingen

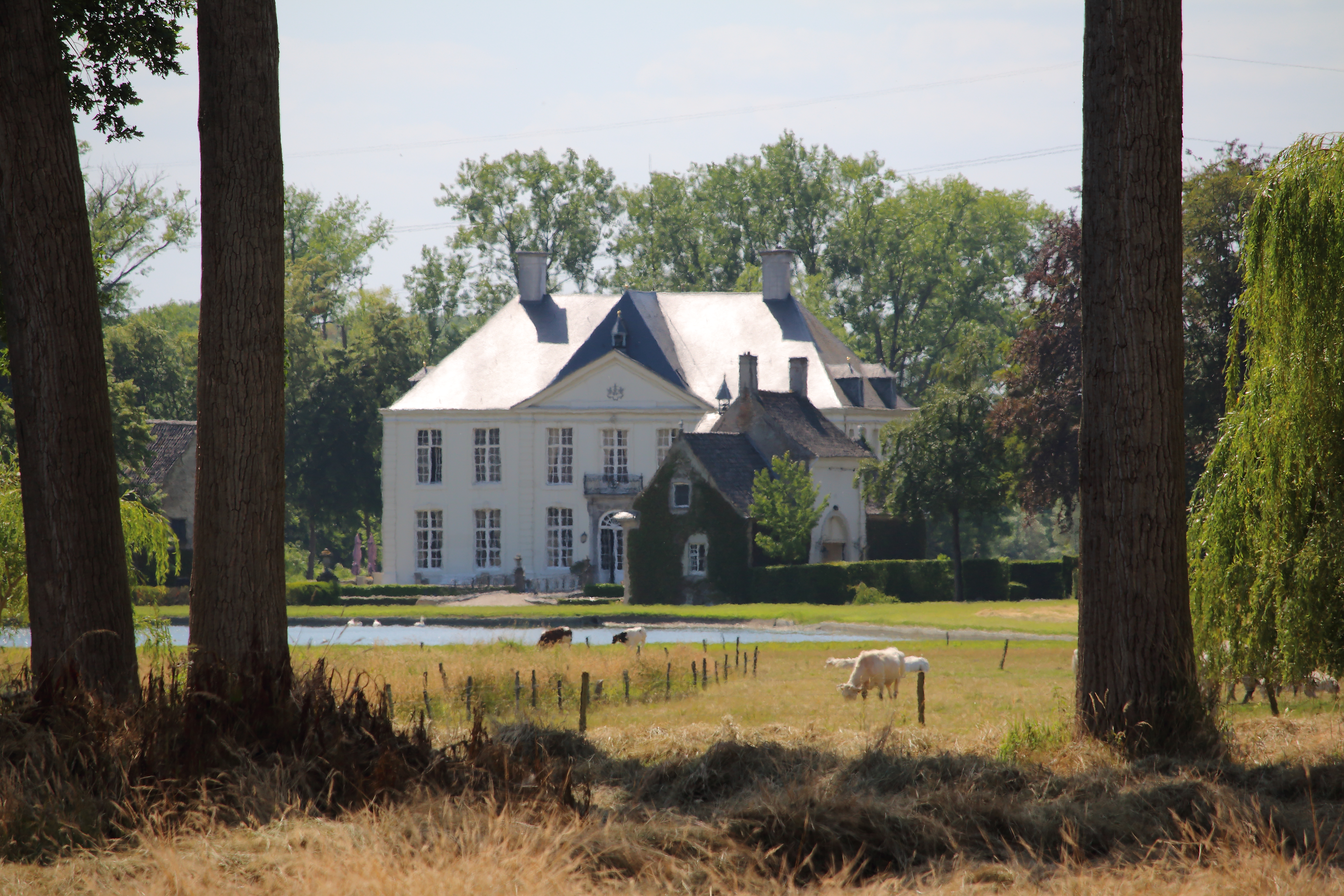
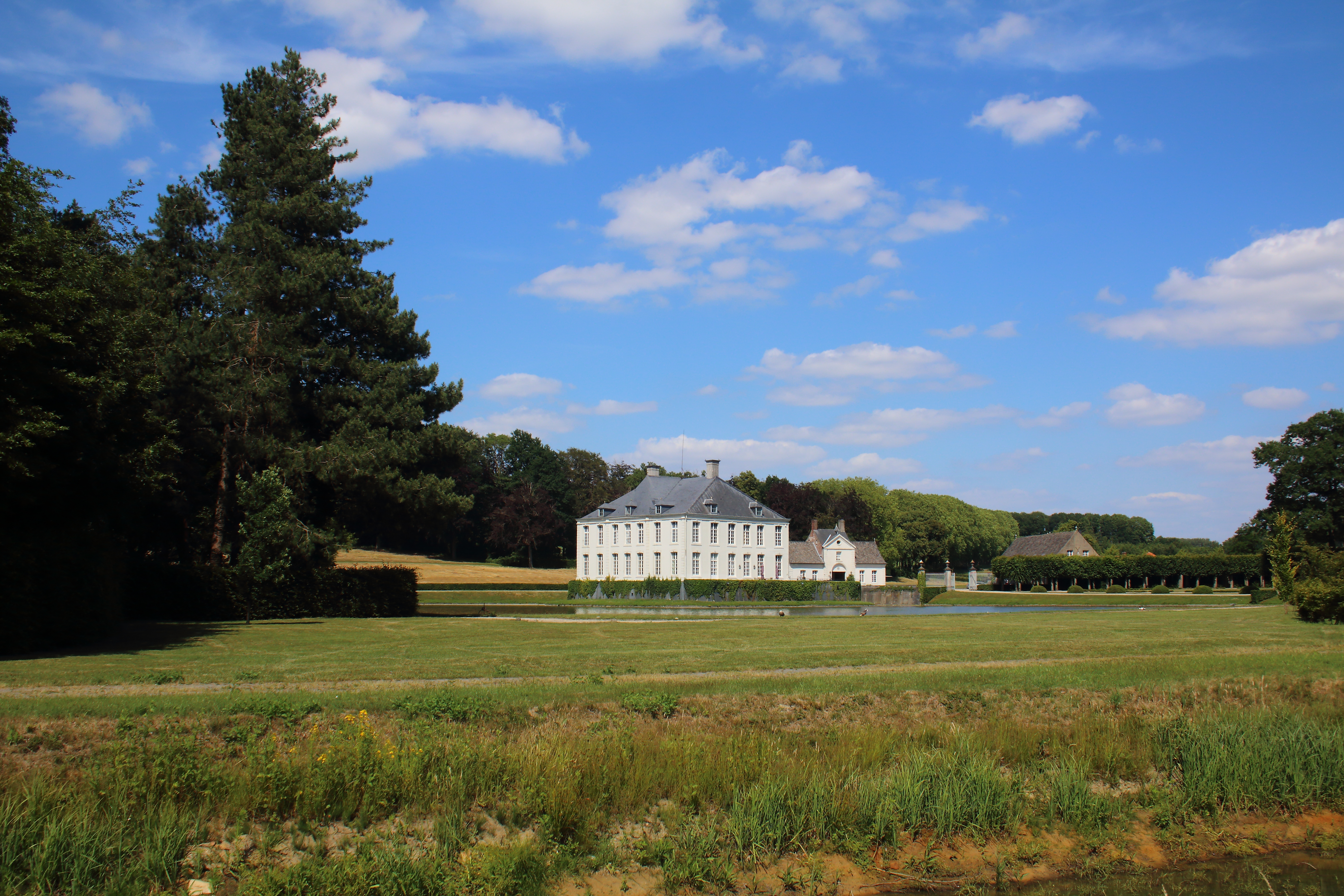
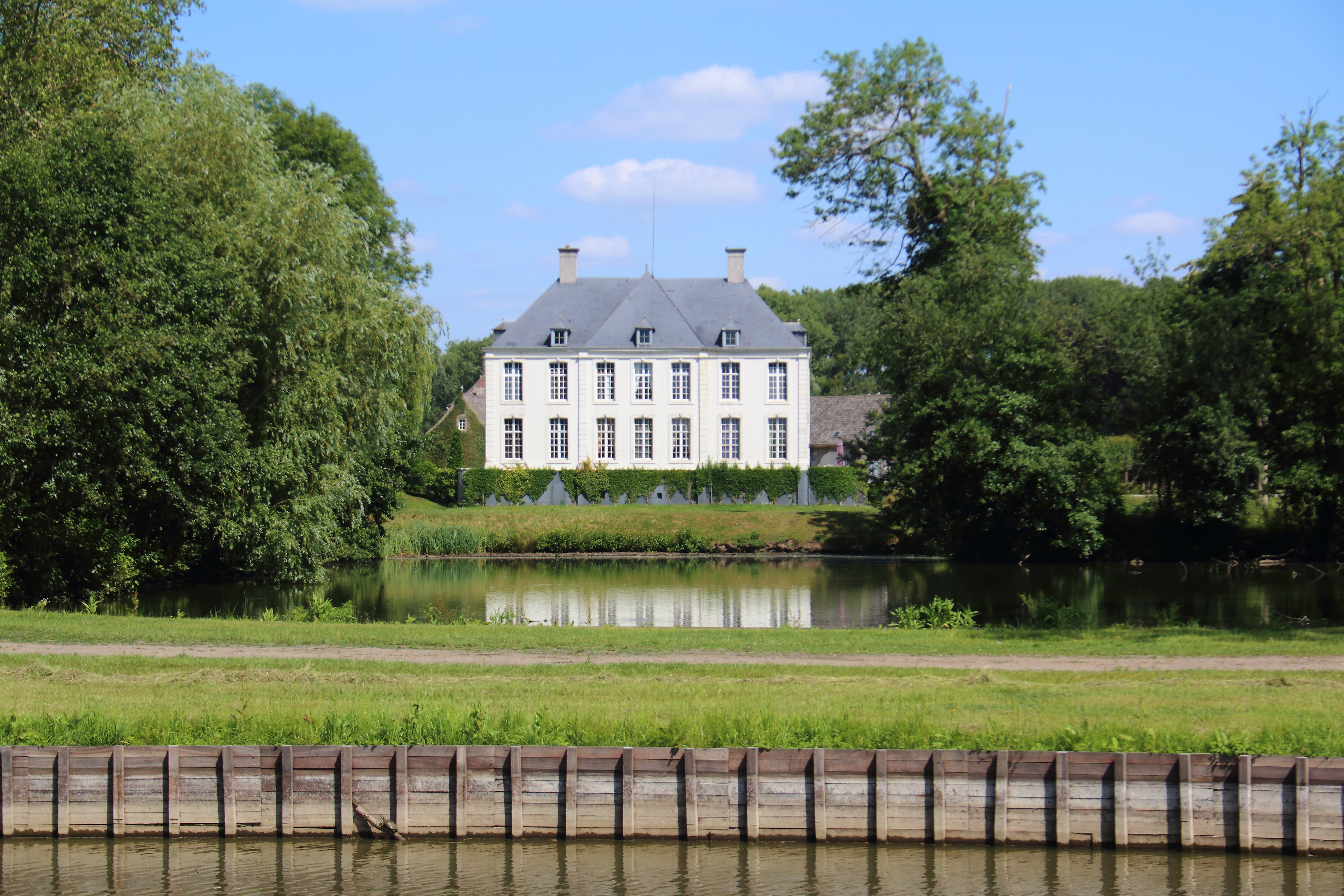